# 9號染色體
人類的9號染色體是23對染色體中的一对，正常情况下每个体细胞拥有两条该染色体。此染色體含有大約145百萬個鹼基對，佔細胞內所有DNA的4%到4.5%。其中約有800到1200個基因，依預測方式而有所不同。

## 相关性状
- 血型

## 位于9号染色体的基因
- 環氧合酶
- 精氨基琥珀酸合酶
- 组蛋白甲基转移酶
- 胰蛋白酶
- 顺乌头酸酶
- 鸟嘌呤脱氨酶